# 天主教赫勒拿教區
天主教赫勒拿教區（拉丁語：Dioecesis Helenensis）是美國一個羅馬天主教教區，屬波特蘭總教區。
範圍包括蒙大拿州西部，教座位於州府赫勒拿。2006年有教友58,780人、58個堂區、79名司鐸。1883年3月5日成立蒙大拿宗座代牧區。1884年3月7日升為教區。現任教區主教為奧斯定·韋德。